# Wencheng
Wencheng léase Uén-Chong (en chino simplificado, 文成县; pinyin, Wénchéng xiàn) es un condado bajo la administración directa de la ciudad-prefectura de Wenzhou. Se ubica en la provincia de Zhejiang, este de la República Popular China. Su área es de 1296 km² y su población total para 2010 fue más de 200 mil habitantes.

## Administración
El condado de Wencheng se divide en 17 pueblos que se administran en 12 poblados, 4 villas y 1 villa étnica.

## Toponimia
El nombre del condado deriva del título póstumo de Liu Ji (刘基) un estratega militar, filósofo, político y poeta chino que nació en esa zona a finales de las dinastía Yuan y principios de las dinastía Ming. Ese título (Zi Bowen 字伯温) fue emitido por el undécimo emperador de la dinastía Ming en el año 1514.

## Historia
En diciembre del año 35 de la República de China (1946 calendario gregoriano), el Ejecutivo aprobó un análisis para un nuevo condado juntando las áreas fronterizas de los condados de Ruian, Qingtian y Taishun. El 1 de julio de 1948, se estableció el gobierno del condado de Wencheng. El condado queda bajo jurisdicción del quinto distrito de inspección administrativa de la provincia de Zhejiang. En junio de 1949 pasó a llamarse condado Danan "el gran sur" (大南县) y en agosto de 1949 se restaura el nombre. El condado de Wencheng fue abolido en octubre de 1958 y se fusionó con el condado de Rui'an. En septiembre de 1961, el condado Ruian se bautiza como Wencheng y en septiembre de 1981 queda bajo jurisdicción de la ciudad-prefectura de Wenzhou